# Silkwoodová
Silkwoodová (v originále Silkwood) je americký hraný film z roku 1983, který režíroval Mike Nichols. Námětem jsou skutečné události a hlavní hrdinkou je Karen Silkwoodová, mladá dělnice a odborářka v oklahomské továrně Kerr-McGee zpracovávající plutonium. Poté, co veřejně kritizovala nedostatečná bezpečnostní opatření při zacházení s radioaktivním materiálem, což vedlo k nemocím a předčasným úmrtím některých pracovníků, zahynula roku 1974 při záhadné dopravní nehodě (film přitakává teoriím, že Silkwoodová byla ve skutečnosti zavražděna). 
Film patří do závěrečného období proudu zvaného Nový Hollywood, vnášejícího do mainstreamové kinematografie kritiku americké společnosti. Scénář napsala Nora Ephronová, kameramanem byl Miroslav Ondříček. Titulní roli hrála Meryl Streepová, dále účinkovali Kurt Russell jako její milenec, Cher jako její kolegyně vyrovnávající se se svou lesbickou orientací a Bruce McGill jako manažer továrny. Cher obdržela Zlatý Glóbus za nejlepší ženskou vedlejší roli, film byl nominován na Oscara v pěti kategoriích (hlavní herečka, vedlejší herečka, režie, scénář a střih), ale ve všech vyšel naprázdno.